# Danh sách động vật chân vây

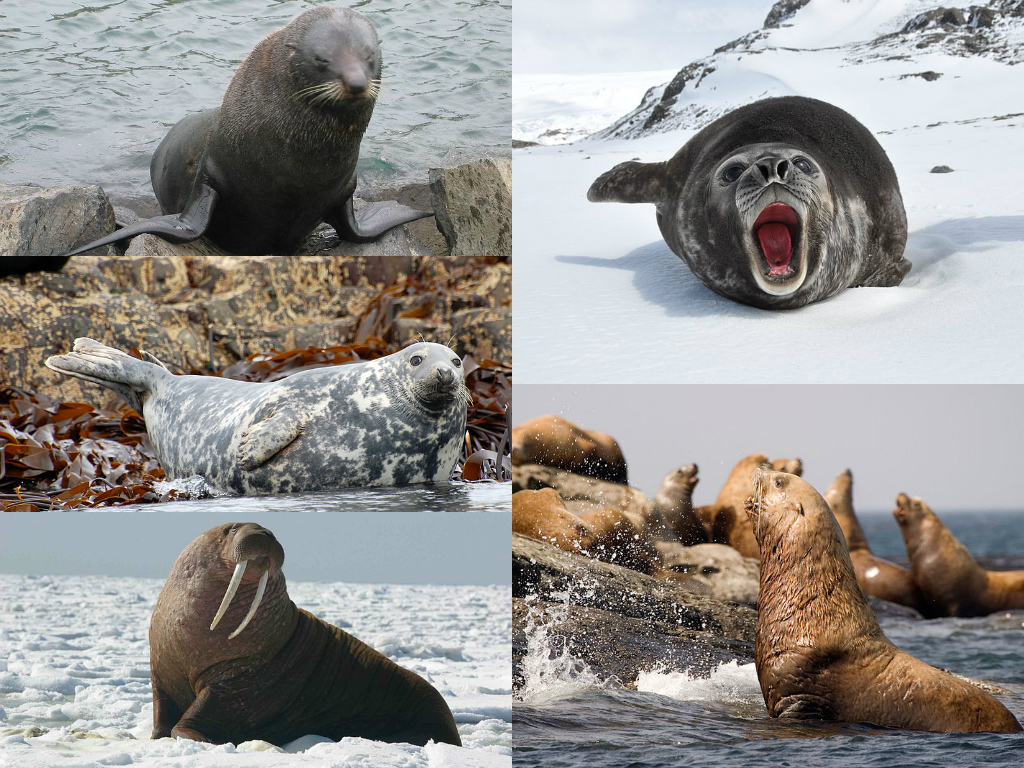
Năm loài thú chân vây theo chiều kim đồng hồ từ trên cùng bên trái: hải cẩu lông New Zealand (Arctocephalus forsteri), hải tượng phương nam (Mirounga leonina), sư tử biển Steller (Eumetopias jubatus), hải mã (Odobenus rosmarus) và hải cẩu xám (Halichoerus grypus)

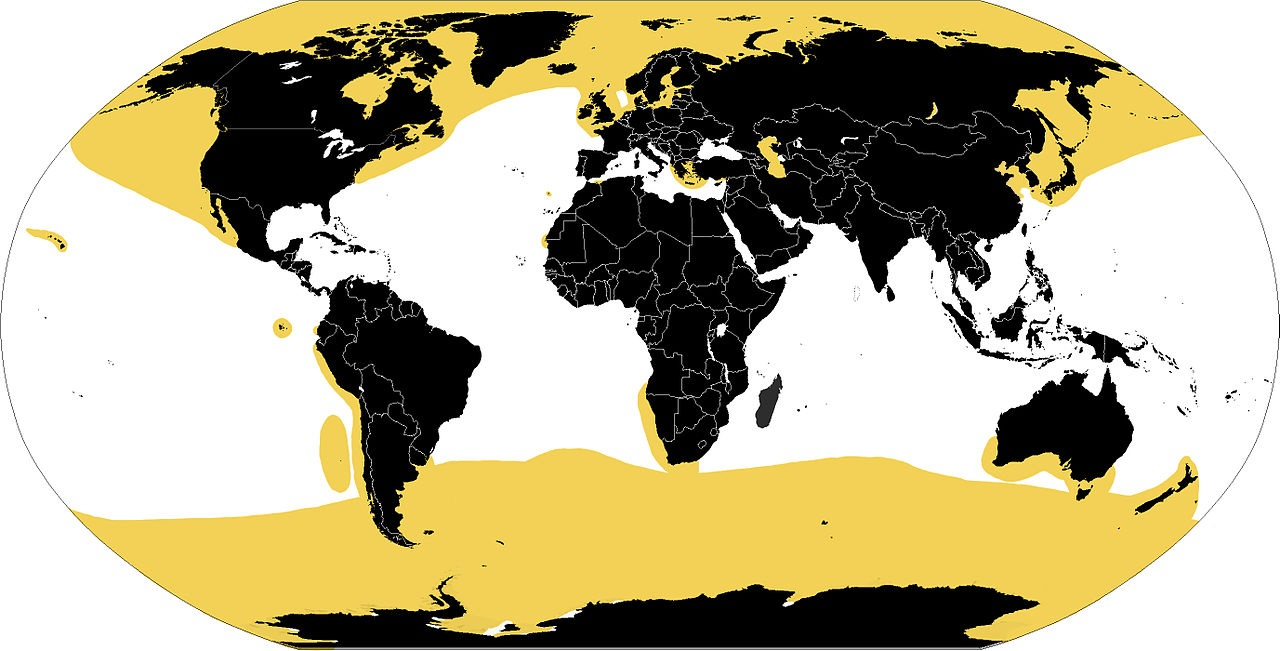
Vùng phân bố tổng hợp của tất cả các loài thú chân vây

Pinnipedia là một thứ bộ động vật có vú trong bộ Ăn thịt, bao gồm hải cẩu, sư tử biển và hải mã. Trong tiếng Anh, mỗi loài trong thứ bộ này được gọi là pinniped hay đơn giản là seal - hải cẩu. Chúng phổ biến khắp đại dương và một số hồ lớn hơn, chủ yếu ở vùng nước lạnh. Động vật chân màng có kích thước và cân nặng từ hải cẩu Baikal dài 1,1 m (3 ft 7 in) nặng 50 kg (110 lb) cho đến hải tượng phương nam đực dài 6 m (20 ft) và nặng đến 3.700 kg (8.200 lb) là loài lớn nhất trong bộ Ăn thịt. Một số loài có biểu hiện dị hình giới tính, chẳng hạn như hải tượng phương nam đực có thể dài gấp ba lần và to gấp sáu lần con cái hoặc hải cẩu Ross cái thường lớn hơn con đực. Bốn loài hải cẩu ước tính có hơn một triệu cá thể mỗi loài, trong khi bảy loài được xếp vào loại nguy cấp với số lượng cá thể thấp xuống 300, cộng với hai loài tuyệt chủng vào thế kỷ 20 là hải cẩu thầy tu Caribe và sư tử biển Nhật Bản.
34 loài chân vây còn tồn tại được chia thành 22 chi trong 3 họ là: Odobenidae (hải mã), Otariidae (hải cẩu tai, phân chia giữa sư tử biển và hải cẩu lông) và Phocidae (hải cẩu không tai hoặc tai thật). Odobenidae và Otariidae được kết hợp thành siêu họ Otarioidea, còn Phocidae nằm trong siêu họ Phocoidea. Các loài đã tuyệt chủng cũng được xếp vào ba họ còn tồn tại cũng như họ Desmatophocidae đã tuyệt chủng, mặc dù hầu hết các loài tuyệt chủng chưa được phân loại thành một phân họ. Gần một trăm loài chân vây tuyệt chủng được phát hiện, nhưng số lượng và phân loại là không cố định, quá trình nghiên cứu và phát hiện vẫn đang tiếp diễn.

## Quy ước
Mã tình trạng bảo tồn được liệt kê tuân theo Sách đỏ các loài bị đe dọa của Liên minh Bảo tồn Thiên nhiên Quốc tế (IUCN). Bản đồ phân bố được đính kèm nếu có thông tin. Khi không có thông tin về bản đồ phân bố, sẽ được thay thế bằng mô tả về phạm vi môi trường hoạt động của loài. Vùng phân bố dựa trên danh sách đỏ IUCN cho loài đó trừ khi có ghi chú khác. Tất cả các loài hoặc phân loài đã tuyệt chủng được liệt kê cùng với các loài còn tồn tại đã tuyệt chủng sau năm 1500 và được biểu thị bằng biểu tượng thập tự "".

## Phân loại
Thứ bộ Pinnipedia gồm 3 họ chứa 34 loài còn tồn tại thuộc 22 chi và chia thành 48 phân loài còn tồn tại, cũng như các loài hải cẩu thầy tu Caribe và sư tử biển Nhật Bản đã tuyệt chủng sau thời tiền sử. Danh sách này không bao gồm các loài lai hoặc các loài tiền sử tuyệt chủng.
- Liên họ Otarioidea
  - Họ Odobenidae
    - Chi Odobenus: 1 loài

  - Họ Otariidae
    - Chi Arctocephalus: 8 loài
    - Chi Callorhinus: 1 loài
    - Chi Eumetopias: 1 loài
    - Chi Neophoca: 1 loài
    - Chi Otaria: 1 loài
    - Chi Phocarctos: 1 loài
    - Chi Zalophus: 3 loài
- Liên họ Phocoidea
  - Họ Phocidae
    - Chi Cystophora: 1 loài
    - Chi Erignathus: 1 loài
    - Chi Halichoerus: 1 loài
    - Chi Histriophoca: 1 loài
    - Chi Hydrurga: 1 loài
    - Chi Leptonychotes: 1 loài
    - Chi Lobodon: 1 loài
    - Chi Mirounga: 2 loài
    - Chi Monachus: 1 loài
    - Chi Neomonachus: 2 loài
    - Chi Ommatophoca: 1 loài
    - Chi Pagophilus: 1 loài
    - Chi Phoca: 2 loài
    - Chi Pusa: 3 loài

## Thú chân vây
Phân loại dưới đây dựa trên phân loại trong Mammal Species of the World (2005) cùng các đề xuất được chấp nhận rộng rãi từ khi sử dụng phân tích phát sinh chủng loại phân tử. Điều này bao gồm việc tách chi Monachus thành Monachus và Neomonachus, tổ chức lại các phân loài hải cẩu xám và loại bỏ phân loài hải mã Laptev.

### Họ Odobenidae
| Tên thông thường | Tên khoa học và phân loài                                                       | Phân bố                        | Kích thước và môi trường sống | Tình trạng bảo tồn và số lượng ước tính |
| ---------------- | ------------------------------------------------------------------------------- | ------------------------------ | --- | --------------------------------------- |
| Moóc             | O. rosmarus Linnaeus, 1758 2 phân loài - O. r. divergens (Moóc Thái Bình Dương) | Bắc Băng Dương và biển cận cực | Kích thước: Đực: dài 270–356 cm (106–140 in); nặng 800–1.700 kg (1.764–3.748 lb) Cái: dài 225–312 cm (89–123 in); nặng 400–1.250 kg (882–2.756 lb) Môi trường sống: Sinh cảnh gần bờ, đại dương, vùng gian triều, bờ biển và các vùng khác Thức ăn: Chủ yếu ăn nhuyễn thể hai mảnh vỏ cũng như động vật không xương sống khác, đôi khi cả chim, hải cẩu và thú biển khác | VU · 112.500                            |

### Họ Otariidae
| Tên thông thường                | Tên khoa học và phân loài                                  | Phân bố                                                                                     | Kích thước và môi trường sống | Tình trạng bảo tồn và số lượng ước tính |
| ------------------------------- | ---------------------------------------------------------- | ------------------------------------------------------------------------------------------- | --- | --------------------------------------- |
| Hải cẩu lông mao Nam Cực        | A. gazella Peters, 1875                                    | Cận Nam Cực                                                                                 | Kích thước: Đực: dài 180 cm (71 in); nặng 130–200 kg (287–441 lb) Cái: dài 120–140 cm (47–55 in); nặng 22–50 kg (49–110 lb) Môi trường sống: Sinh cảnh gần bờ, đại dương, vùng gian triều, bờ biển Thức ăn: Nhuyễn thể, động vật chân đầu, cá và chim cánh cụt                                                                    | LC · 700.000–1.000.000                  |
| Hải cẩu lông nâu                | A. pusillus Schreber, 1775 2 phân loài - A. p. doriferus   | Bờ biển Nam Phi và Úc (màu lam đậm chỉ thị khu vực sinh sản)                                | Kích thước: Đực: dài 201–227 cm (79–89 in); nặng 218–360 kg (481–794 lb) Cái: dài 136–171 cm (54–67 in); nặng 41–113 kg (90–249 lb) Môi trường sống: Sinh cảnh gần bờ, đại dương, vùng gian triều, bờ biển Thức ăn: Các loài cá, chân đầu và giáp xác đa dạng, đôi khi chim cánh cụt châu Phi và chim biển khác                   | LC · 1.060.000                          |
| Hải cẩu lông mao Galápagos      | A. galapagoensis Heller, 1904                              | Quần đảo Galápagos                                                                          | Kích thước: Đực: dài 150–160 cm (59–63 in); nặng 60–68 kg (132–150 lb) Cái: dài 110–130 cm (43–51 in); nặng 27–33 kg (60–73 lb) Môi trường sống: Sinh cảnh gần bờ, đại dương, vùng gian triều, bờ biển Thức ăn: Mực nhỏ và nhiều loại cá                                                                                          | EN · 10.000                             |
| Hải cẩu lông mao Guadalupe      | A. townsendi Merriam, 1897                                 | Các đảo ngoài khơi bờ nam Thái Bình Dương của Bắc Mỹ (màu lam đậm chỉ thị khu vực sinh sản) | Kích thước: Đực: dài 180 cm (71 in); nặng 160–170 kg (353–375 lb) Cái: dài 148 cm (58 in); nặng 49 kg (108 lb) Môi trường sống: Sinh cảnh gần bờ, đại dương, vùng gian triều, bờ biển Thức ăn: Chủ yếu ăn mực cũng như cá | LC · 10.000                             |
| Hải cẩu lông mao Juan Fernández | A. philippii Peters, 1866                                  | Các đảo ngoài khơi bờ nam Thái Bình Dương của Nam Mỹ                                        | Kích thước: Đực: dài 150–200 cm (59–79 in); nặng 140 kg (309 lb) Cái: dài 140 cm (55 in); nặng 50 kg (110 lb) Môi trường sống: Sinh cảnh gần bờ, đại dương, vùng gian triều, bờ biển Thức ăn: Chủ yếu ăn cá lồng đèn cũng như một số loài cá thuộc họ Scomberesocidae, Carangidae, Engraulidae, Bathylagidae và động vật chân đầu | LC · 16.000                             |
| Hải cẩu lông mao New Zealand    | A. forsteri Lesson, 1828                                   | Bờ biển Nam Úc và New Zealand                                                               | Kích thước: Đực: dài 150–250 cm (59–98 in); nặng 120–180 kg (265–397 lb) Cái: dài 100–150 cm (39–59 in); nặng 30–50 kg (66–110 lb) Môi trường sống: Rừng, vùng cây bụi, gần bờ, đại dương, vùng gian triều, bờ biển Thức ăn: Đa dạng nhiều loài chân đầu, cá và chim                                                              | LC · 100.000                            |
| Hải cẩu lông mao Nam Mỹ         | A. australis Zimmermann, 1783 2 phân loài - A. a. gracilis | Bờ biển nam Nam Mỹ                                                                          | Kích thước: Đực: dài 200 cm (79 in); nặng 90–200 kg (198–441 lb) Cái: dài 140 cm (55 in); nặng 60 kg (132 lb) Môi trường sống: Sinh cảnh gần bờ, đại dương, vùng gian triều, bờ biển Thức ăn: Chủ yếu ăn cá nổi, cá tầng đáy và động vật chân đầu                                                                                 | LC · 109.500                            |
| Hải cẩu lông mao cận Nam Cực    | A. tropicalis Gray, 1872                                   | Phần phía nam của Ấn Độ Dương, Thái Bình Dương và Đại Tây Dương                             | Kích thước: Đực: dài 180 cm (71 in); nặng 70–165 kg (154–364 lb) Cái: dài 119–152 cm (47–60 in); nặng 25–67 kg (55–148 lb) Môi trường sống: Sinh cảnh gần bờ, đại dương, vùng gian triều, bờ biển Thức ăn: Chủ yếu ăn cá lồng đèn, cá tuyết, chân đầu cũng như giáp xác và chim cánh cụt Rockhopper                               | LC · 200.000                            |

| Tên thông thường                     | Tên khoa học và phân loài | Phân bố                                                    | Kích thước và môi trường sống | Tình trạng bảo tồn và số lượng ước tính |
| ------------------------------------ | ------------------------- | ---------------------------------------------------------- | --- | --------------------------------------- |
| Hải cẩu lông mao bắc Thái Bình Dương | C. ursinus Linnaeus, 1758 | Bắc Thái Bình Dương (màu lam đậm chỉ thị khu vực sinh sản) | Kích thước: Đực: dài 213 cm (84 in); nặng 180–275 kg (397–606 lb) Cái: dài 142 cm (56 in); nặng 40–50 kg (88–110 lb) Môi trường sống: Sinh cảnh gần bờ, đại dương, vùng gian triều, bờ biển Thức ăn: Nhiều loại cá và mực ở dải sáng rõ và dải tầng ngoài | VU · 650.000                            |

| Tên thông thường   | Tên khoa học và phân loài | Phân bố                                               | Kích thước và môi trường sống | Tình trạng bảo tồn và số lượng ước tính |
| ------------------ | ------------------------- | ----------------------------------------------------- | --- | --------------------------------------- |
| Sư tử biển Steller | E. jubatus Schreber, 1776 | Bắc Thái Bình Dương (màu đỏ chỉ thị khu vực sinh sản) | Kích thước: Đực: dài 300–340 cm (118–134 in); nặng 1.120 kg (2.469 lb) Cái: dài 230–290 cm (91–114 in); nặng 350 kg (772 lb) Môi trường sống: Sinh cảnh gần bờ, đại dương, vùng gian triều, bờ biển Thức ăn: Nhiều loại cá và động vật chân đầu, cũng như hải cẩu lông mao bắc Thái Bình Dương, hải cẩu cảng biển và hải cẩu đeo vòng | NT · 81.300                             |

| Tên thông thường | Tên khoa học và phân loài | Phân bố            | Kích thước và môi trường sống | Tình trạng bảo tồn và số lượng ước tính |
| ---------------- | ------------------------- | ------------------ | --- | --------------------------------------- |
| Sư tử biển Úc    | N. cinerea Péron, 1816    | Bờ biển tây bắc Úc | Kích thước: Đực: dài 180–250 cm (71–98 in); nặng 180–250 kg (397–551 lb) Cái: dài 130–180 cm (51–71 in); nặng 61–105 kg (134–231 lb) Môi trường sống: Sinh cảnh gần bờ, đại dương, vùng gian triều, bờ biển Thức ăn: Động vật chân đầu, cá và giáp xác | EN · 6.500                              |

| Tên thông thường  | Tên khoa học và phân loài | Phân bố                   | Kích thước và môi trường sống | Tình trạng bảo tồn và số lượng ước tính |
| ----------------- | ------------------------- | ------------------------- | --- | --------------------------------------- |
| Sư tử biển Nam Mỹ | N. cinerea Péron, 1816    | Bờ biển nam và tây Nam Mỹ | Kích thước: Đực: dài 210–260 cm (83–102 in); nặng 300–350 kg (661–772 lb) Cái: dài 150–200 cm (59–79 in) long; 170 kg (375 lb) Môi trường sống: Sinh cảnh đất ngập nước, vùng gần bờ, đại dương, vùng gian triều, bờ biển Thức ăn: Nhiều loại cá đáy, cá nổi và động vật không xương sống | LC · 222.500                            |

| Tên thông thường       | Tên khoa học và phân loài | Phân bố                        | Kích thước và môi trường sống | Tình trạng bảo tồn và số lượng ước tính |
| ---------------------- | ------------------------- | ------------------------------ | --- | --------------------------------------- |
| Sư tử biển New Zealand | P. hookeri Gray, 1844     | Đảo và bờ biển nam New Zealand | Kích thước: Đực: dài 210–270 cm (83–106 in); nặng 300–450 kg (661–992 lb) Cái: dài 180–200 cm (71–79 in); nặng 90–165 kg (198–364 lb) Môi trường sống: Rừng, vùng cây bụi, vùng gần bờ, đại dương, vùng gian triều, bờ biển Thức ăn: Nhiều loại cá, động vật chân đầu và giáp xác, cũng như chim cánh cụt | EN · 3.000                              |

| Tên thông thường      | Tên khoa học và phân loài     | Phân bố                   | Kích thước và môi trường sống | Tình trạng bảo tồn và số lượng ước tính |
| --------------------- | ----------------------------- | ------------------------- | --- | --------------------------------------- |
| Sư tử biển California | Z. californianus Gray, 1844   | Bờ Thái Bình Dương Bắc Mỹ | Kích thước: Dài 165–220 cm (65–87 in); nặng 275–390 kg (606–860 lb) Môi trường sống: Sinh cảnh gần bờ, đại dương, vùng gian triều, bờ biển Thức ăn: Nhiều loại cá và mực khác nhau                                                                                     | LC · 180.000                            |
| Sư tử biển Galápagos  | Z. wollebaeki Sivertsen, 1953 | Quần đảo Galápagos        | Kích thước: Đực: dài 200–250 cm (79–98 in); nặng 200–400 kg (441–882 lb) Cái: dài 150–200 cm (59–79 in); nặng 50–110 kg (110–243 lb) Môi trường sống: Sinh cảnh gần bờ, đại dương, vùng gian triều, bờ biển Thức ăn: Cá mòi, cũng như cá lồng đèn, cá ốt me và mực nhỏ | EN · 9.200–10.600                       |
| Sư tử biển Nhật Bản · | Z. japonicus Peters, 1866     | Biển Nhật Bản             | Kích thước: Đực: dài 230–250 cm (91–98 in); nặng 450–560 kg (992–1.235 lb) Cái: dài 160 cm (63 in) Môi trường sống: Sinh cảnh gần bờ, đại dương, vùng gian triều, bờ biển Thức ăn: Không rõ, được cho là cũng giống như sư tử biển California                          | EX · 0                                  |

### Họ Phocidae
| Tên thông thường | Tên khoa học và phân loài  | Phân bố                                                    | Kích thước và môi trường sống | Tình trạng bảo tồn và số lượng ước tính |
| ---------------- | -------------------------- | ---------------------------------------------------------- | --- | --------------------------------------- |
| Hải cẩu mào      | C. cristata Erxleben, 1777 | Trung và tây Bắc Đại Tây Dương (màu lam chỉ vùng sinh sản) | Kích thước: Đực: dài 250–270 cm (98–106 in); nặng 200–400 kg (441–882 lb) Cái: dài 200–220 cm (79–87 in); nặng 145–300 kg (320–661 lb) Môi trường sống: Sinh cảnh gần bờ, đại dương, vùng gian triều, bờ biển Thức ăn: Bắt cá và động vật không xương sống trong cột nước | VU · 340.000                            |

| Tên thông thường | Tên khoa học và phân loài                              | Phân bố        | Kích thước và môi trường sống | Tình trạng bảo tồn và số lượng ước tính |
| ---------------- | ------------------------------------------------------ | -------------- | --- | --------------------------------------- |
| Hải cẩu râu      | E. barbatus Erxleben, 1777 2 phân loài - E. b. nautica | Bắc Băng Dương | Kích thước: Dài 200–260 cm (79–102 in); nặng 200–360 kg (441–794 lb) Môi trường sống: Sinh cảnh gần bờ, đại dương, vùng gian triều Thức ăn: Chủ yếu ăn tôm, cua, trai, sên, động vật đáy và cá đáy, giun thìa | LC · Không rõ                           |

| Tên thông thường | Tên khoa học và phân loài                            | Phân bố              | Kích thước và môi trường sống | Tình trạng bảo tồn và số lượng ước tính |
| ---------------- | ---------------------------------------------------- | -------------------- | --- | --------------------------------------- |
| Hải cẩu xám      | H. grypus Fabricius, 1791 2 phân loài - H. g. grypus | Bờ Bắc Đại Tây Dương | Kích thước: Đực: dài 195–230 cm (77–91 in); nặng 170–310 kg (375–683 lb) Cái: dài 165–195 cm (65–77 in); nặng 105–186 kg (231–410 lb) Môi trường sống: Sinh cảnh gần bờ, đại dương, vùng gian triều, bờ biển Thức ăn: Chủ yếu ăn động vật và cá đáy | LC · 316.000                            |

| Tên thông thường | Tên khoa học và phân loài    | Phân bố                                                                      | Kích thước và môi trường sống | Tình trạng bảo tồn và số lượng ước tính |
| ---------------- | ---------------------------- | ---------------------------------------------------------------------------- | --- | --------------------------------------- |
| Hải cẩu ruy băng | H. fasciata Zimmermann, 1783 | Bắc cực và Bắc Thái Bình Dương cận cực (màu lam chỉ thị vùng phân bố mùa hè) | Kích thước: dài 165–175 cm (65–69 in); nặng 72–90 kg (159–198 lb) Môi trường sống: Sinh cảnh gần bờ, đại dương Thức ăn: Cá, giáp xác và động vật không xương sống khác | LC · 183.000                            |

| Tên thông thường | Tên khoa học và phân loài    | Phân bố        | Kích thước và môi trường sống | Tình trạng bảo tồn và số lượng ước tính |
| ---------------- | ---------------------------- | -------------- | --- | --------------------------------------- |
| Hải cẩu báo      | H. leptonyx Blainville, 1820 | Nam Băng Dương | Kích thước: Đực: dài 250–320 cm (98–126 in); nặng 200–455 kg (441–1.003 lb) Cái: dài 241–338 cm (95–133 in); nặng 225–591 kg (496–1.303 lb) Môi trường sống: Sinh cảnh gần bờ, đại dương, vùng gian triều, bờ biển Thức ăn: Chủ yếu ăn tôm he, cá, mực, chim cánh cụt, các loài chim biển khác và hải cẩu con | LC · 18.000                             |

| Tên thông thường | Tên khoa học và phân loài | Phân bố           | Kích thước và môi trường sống | Tình trạng bảo tồn và số lượng ước tính |
| ---------------- | ------------------------- | ----------------- | --- | --------------------------------------- |
| Hải cẩu Weddell  | L. weddellii Lesson, 1826 | Bờ Nam Băng Dương | Kích thước: dài 280–330 cm (110–130 in); nặng 400–600 kg (882–1.323 lb) Môi trường sống: Sinh cảnh gần bờ, đại dương, vùng gian triều, bờ biển Thức ăn: Chủ yếu ăn cá tuyết, cũng như cá răng, cá đèn lồng và động vật chân đầu | LC · 300.000                            |

| Tên thông thường | Tên khoa học và phân loài                | Phân bố        | Kích thước và môi trường sống | Tình trạng bảo tồn và số lượng ước tính |
| ---------------- | ---------------------------------------- | -------------- | --- | --------------------------------------- |
| Hải cẩu ăn cua   | L. carcinophaga Hombron, Jacquinot, 1842 | Nam Băng Dương | Kích thước: Đực: dài 203–241 cm (80–95 in); nặng 200–300 kg (441–661 lb) Cái: dài 216–241 cm (85–95 in); nặng 200–300 kg (441–661 lb) Môi trường sống: Sinh cảnh gần bờ, đại dương, vùng gian triều, bờ biển Thức ăn: Chủ yếu ăn ruốc nhỏ Nam Băng Dương cũng như cá và mực | LC · 4.000.000                          |

| Tên thông thường     | Tên khoa học và phân loài    | Phân bố                                                   | Kích thước và môi trường sống | Tình trạng bảo tồn và số lượng ước tính |
| -------------------- | ---------------------------- | --------------------------------------------------------- | --- | --------------------------------------- |
| Hải tượng phương bắc | M. angustirostris Gill, 1866 | Bờ biển tây Bắc Mỹ (màu lam đậm chỉ thị khu vực sinh sản) | Kích thước: Đực: dài 400–500 cm (157–197 in); nặng 2.000–2.700 kg (4.409–5.952 lb) Cái: dài 200–300 cm (79–118 in); nặng 600–900 kg (1.323–1.984 lb) Môi trường sống: Sinh cảnh gần bờ, đại dương, vùng gian triều, bờ biển Thức ăn: Chủ yếu ăn mực, cá lồng đèn và cá ở dải tầng trong | LC · 110.000                            |
| Hải tượng phương nam | M. leonina Linnaeus, 1758    | Nam Băng Dương                                            | Kích thước: Đực: dài 450–600 cm (177–236 in); nặng 1.500–3.700 kg (3.307–8.157 lb) Cái: dài 200–300 cm (79–118 in); nặng 400–600 kg (882–1.323 lb) Môi trường sống: Sinh cảnh gần bờ, đại dương, vùng gian triều, bờ biển Thức ăn: Chủ yếu ăn cá lồng đèn, cá tuyết và mực              | LC · 325.000                            |

| Tên thông thường              | Tên khoa học và phân loài | Phân bố                    | Kích thước và môi trường sống | Tình trạng bảo tồn và số lượng ước tính |
| ----------------------------- | ------------------------- | -------------------------- | --- | --------------------------------------- |
| Hải cẩu thầy tu Địa Trung Hải | M. monachus Hermann, 1779 | Rải rác trên Địa Trung Hải | Kích thước: dài 230–280 cm (91–110 in); nặng 240–300 kg (529–661 lb) Môi trường sống: Sinh cảnh gần bờ, đại dương, vùng gian triều, bờ biển Thức ăn: Cá tầng đáy, cá nổi, động vật chân đầu và tôm hùm | EN · 300-500                            |

| Tên thông thường         | Tên khoa học và phân loài       | Phân bố         | Kích thước và môi trường sống | Tình trạng bảo tồn và số lượng ước tính |
| ------------------------ | ------------------------------- | --------------- | --- | --------------------------------------- |
| Hải cẩu thầy tu Caribe · | N. tropicalis Gray, 1850        | Biển Caribe     | Kích thước: dài 200–240 cm (79–94 in); nặng 200 kg (441 lb) Môi trường sống: Sinh cảnh gần bờ, đại dương, vùng gian triều, bờ biển Thức ăn: Được cho là ăn cá chình, tôm hùm, bạch tuộc và cá rạn san hô | EX · 0                                  |
| Hải cẩu thầy tu Hawaii   | N. schauinslandi Matschie, 1905 | Quần đảo Hawaii | Kích thước: dài 210–250 cm (83–98 in); nặng 170–240 kg (375–529 lb) Môi trường sống: Sinh cảnh gần bờ, đại dương, vùng gian triều, bờ biển Thức ăn: Cá tầng đáy, cá nổi, động vật chân đầu và tôm hùm    | EN · 600                                |

| Tên thông thường | Tên khoa học và phân loài | Phân bố           | Kích thước và môi trường sống | Tình trạng bảo tồn và số lượng ước tính |
| ---------------- | ------------------------- | ----------------- | --- | --------------------------------------- |
| Hải cẩu Ross     | O. rossii Gray, 1844      | Bờ Nam Băng Dương | Kích thước: Đực: dài 168–208 cm (66–82 in); nặng129–216 kg (284–476 lb) Cái: dài 190–250 cm (75–98 in); nặng 159–204 kg (351–450 lb) Môi trường sống: Sinh cảnh gần bờ, đại dương, vùng gian triều, bờ biển Thức ăn: Chủ yếu ăn mực cũng như cá và tôm nhỏ | LC · 40.000                             |

| Tên thông thường  | Tên khoa học và phân loài                                     | Phân bố           | Kích thước và môi trường sống | Tình trạng bảo tồn và số lượng ước tính |
| ----------------- | ------------------------------------------------------------- | ----------------- | --- | --------------------------------------- |
| Hải cẩu Greenland | P. groenlandicus Erxleben, 1777 2 phân loài - P. g. oceanicus | Bắc Đại Tây Dương | Kích thước: Đực: dài 171–190 cm (67–75 in) long; 135 kg (298 lb) Cái: dài 168–183 cm (66–72 in); nặng 120 kg (265 lb) Môi trường sống: Sinh cảnh gần bờ, đại dương, vùng gian triều, bờ biển Thức ăn: Nhiều loại cá và động vật không xương sống | LC · 4.500.000                          |

| Tên thông thường  | Tên khoa học và phân loài                           | Phân bố                                                | Kích thước và môi trường sống | Tình trạng bảo tồn và số lượng ước tính |
| ----------------- | --------------------------------------------------- | ------------------------------------------------------ | --- | --------------------------------------- |
| Hải cẩu đốm       | P. largha Pallas, 1811                              | Bắc Thái Bình Dương (màu tối chỉ thị khu vực sinh sản) | Kích thước: Đực: dài 161–176 cm (63–69 in); nặng 85–110 kg (187–243 lb) Cái: dài 151–169 cm (59–67 in); nặng 65–115 kg (143–254 lb) Môi trường sống: Sinh cảnh gần bờ, đại dương, vùng gian triều, bờ biển Thức ăn: Nhiều loại cá, chân đầu và giáp xác khác nhau | LC · 320.000                            |
| Hải cẩu cảng biển | P. vitulina Gray, 1864 5 phân loài - P. v. vitulina | Đường bờ biển Bắc Bán cầu                              | Kích thước: Đực: dài 160–186 cm (63–73 in); nặng 87–170 kg (192–375 lb) Cái: dài 148–169 cm (58–67 in); nặng 60–142 kg (132–313 lb) Môi trường sống: Sinh cảnh gần bờ, đại dương, vùng gian triều, bờ biển Thức ăn: Nhiều loại cá, chân đầu và giáp xác khác nhau | LC · 190.000                            |

| Tên thông thường | Tên khoa học và phân loài                               | Phân bố        | Kích thước và môi trường sống | Tình trạng bảo tồn và số lượng ước tính |
| ---------------- | ------------------------------------------------------- | -------------- | --- | --------------------------------------- |
| Hải cẩu Baikal   | P. sibirica Gmelin, 1788                                | Hồ Baikal      | Kích thước: dài 110–140 cm (43–55 in); nặng 50–130 kg (110–287 lb) Môi trường sống: Đất ngập nước nội địa Thức ăn: Chủ yếu ăn cá bống biển cũng như các loại cá khác                               | LC · 54.000                             |
| Hải cẩu Caspi    | P. caspica Gmelin, 1788                                 | Biển Caspi     | Kích thước: dài 126–140 cm (50–55 in); nặng 50–86 kg (110–190 lb) Môi trường sống: Đất ngập nước nội địa Thức ăn: Nhiều loại cá khác nhau                                                          | EN · 68.000                             |
| Hải cẩu đeo vòng | P. hispida Schreber, 1775 5 phân loài - P. h. saimensis | Bắc Băng Dương | Kích thước: dài 110–175 cm (43–69 in); nặng 32–124 kg (71–273 lb) Môi trường sống: Đất ngập nước nội địa, vùng gần bờ, đại dương Thức ăn: Nhiều loại động vật không xương sống khác nhau và cá nhỏ | LC · 1.500.000                          |

## Thú chân vây tiền sử
Bên cạnh các loài thú chân vây đang sống, nhiều loài tiền sử cũng được phân loại vào Pinnipedia. Nghiên cứu phát triển cá thể và phát sinh chủng loại xếp chúng vào các họ đang sống cũng như các họ tuyệt chủng Desmatophocidae và Panotariidae trong siêu họ Otarioidea. Trong nhánh Pinnipedia, các loài tiền sử có mặt trong các chi đang sống và các chi tuyệt chủng riêng rẽ. Danh sách phân loại hóa thạch chủ yếu dựa vào dữ liệu lịch sử từ tài liệu của Valenzuela-Toro & Pyenson (2019), bản thân dữ liệu này cũng trích xuất từ Cơ sở dữ liệu cổ sinh vật học Paleobiology Database trừ khi có chú thích khác. Khi có thông tin, thời điểm sống ước tính của loài sẽ được ghi nhận với đơn vị Mya (triệu năm đến thời hiện tại) dựa trên dữ liệu Paleobiology Database. Tất cả các loài liệt kê đều đã tuyệt chủng, nếu một chi hoặc họ chỉ bao gồm các loài tuyệt chủng thì chi và họ đó cũng coi là tuyệt chủng và được ký hiệu .
- Liên họ Otarioidea
  - Họ Odobenidae
    - Chi Aivukus (7,3–5,3 Mya)
      - A. cedrosensis (7,3–5,3 Mya)

    - Chi Archaeodobenus (12–7,2 Mya)
      - A. akamatsui (12–7,2 Mya)

    - Chi Dusignathus (7,3–2,5 Mya)

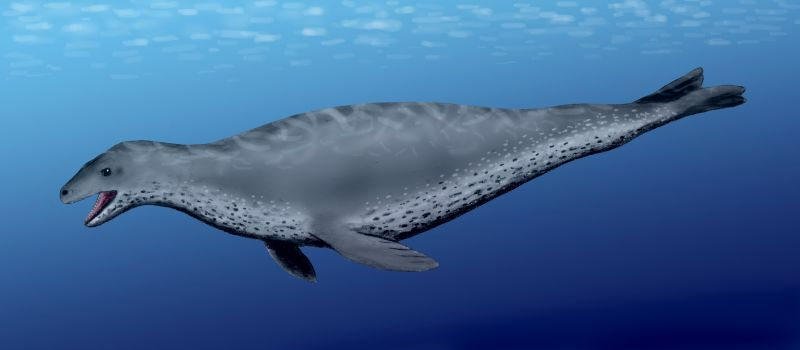
Phục hình Acrophoca longirostris

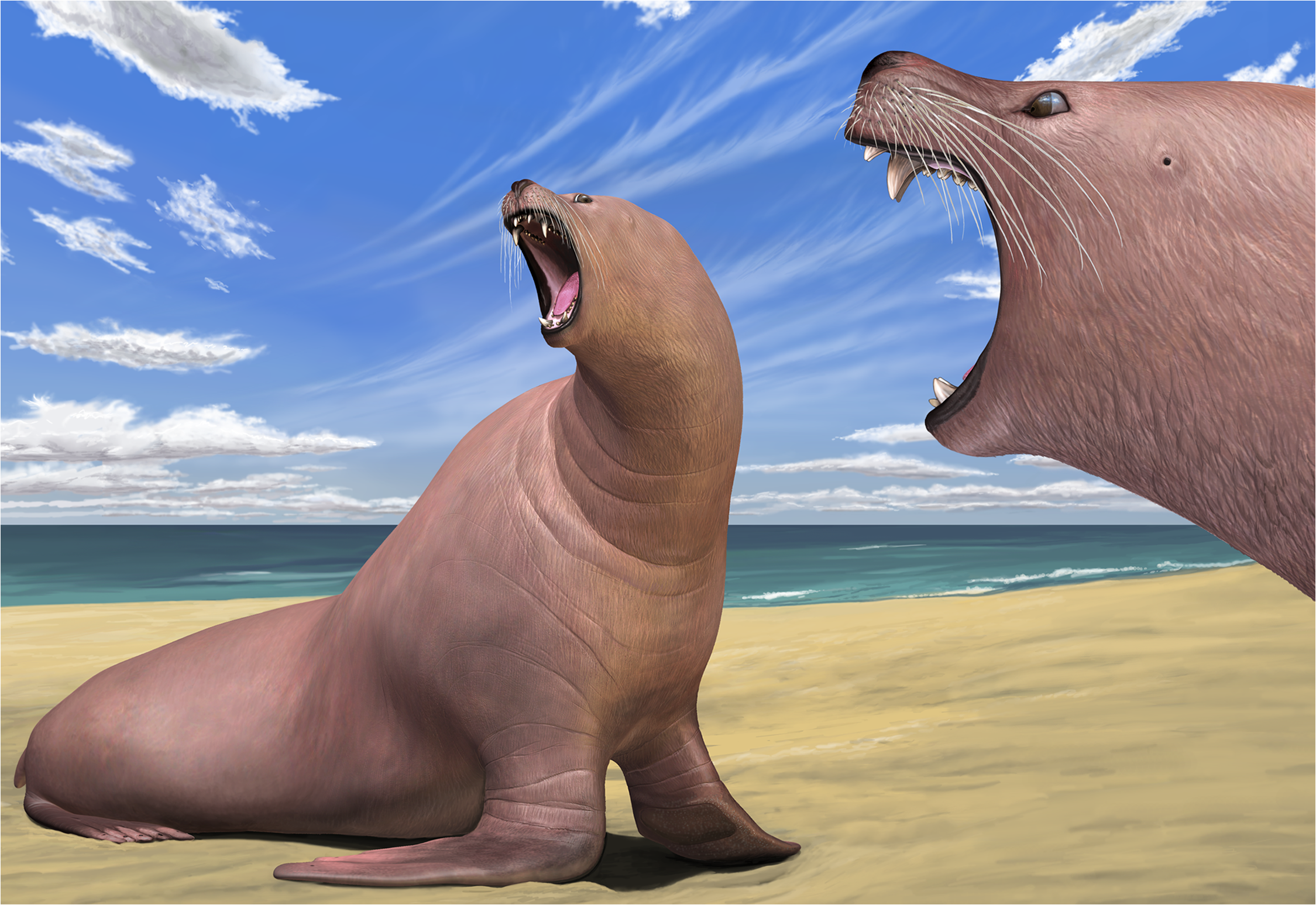
Phục hình Archaeodobenus akamatsui

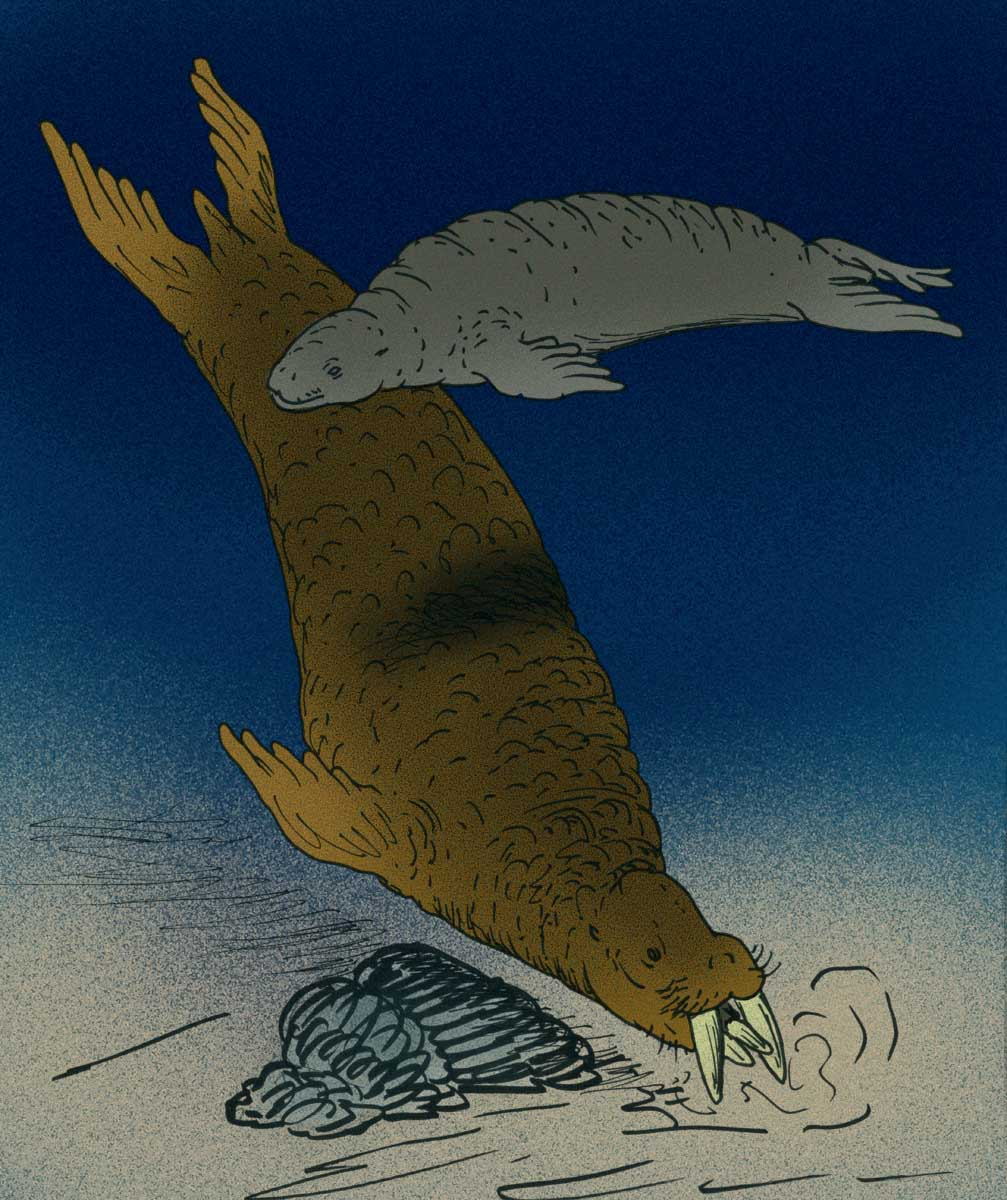
Phục hình Gomphotaria pugnax

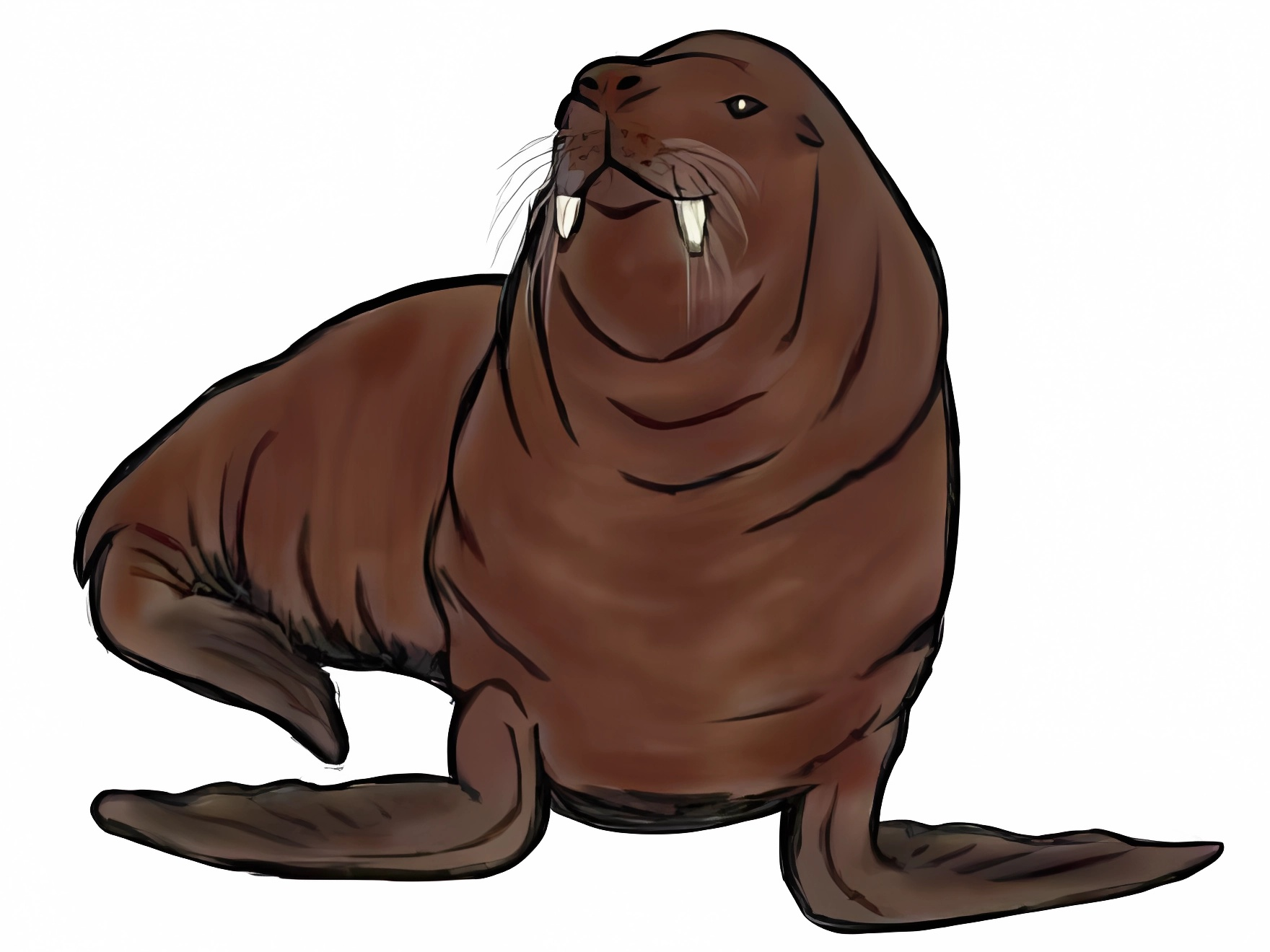
Phục hình Imagotaria downsi

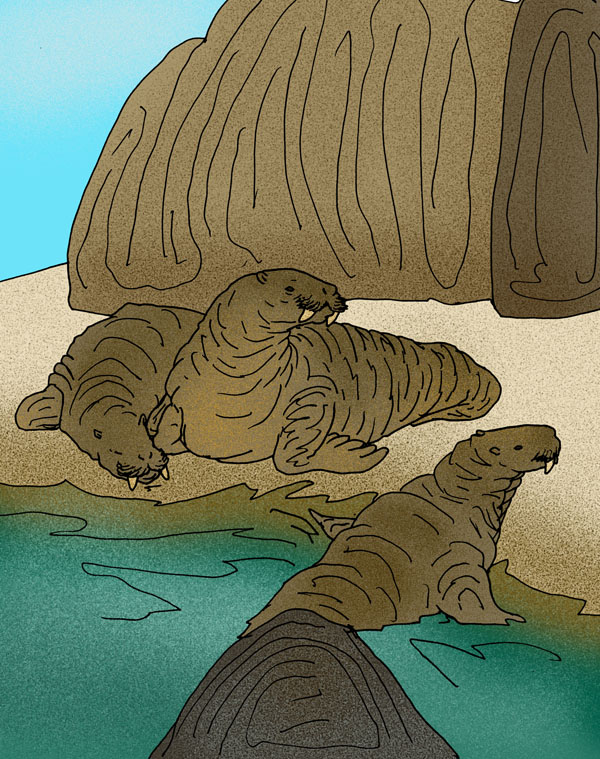
Phục hình Pliopedia pacifica

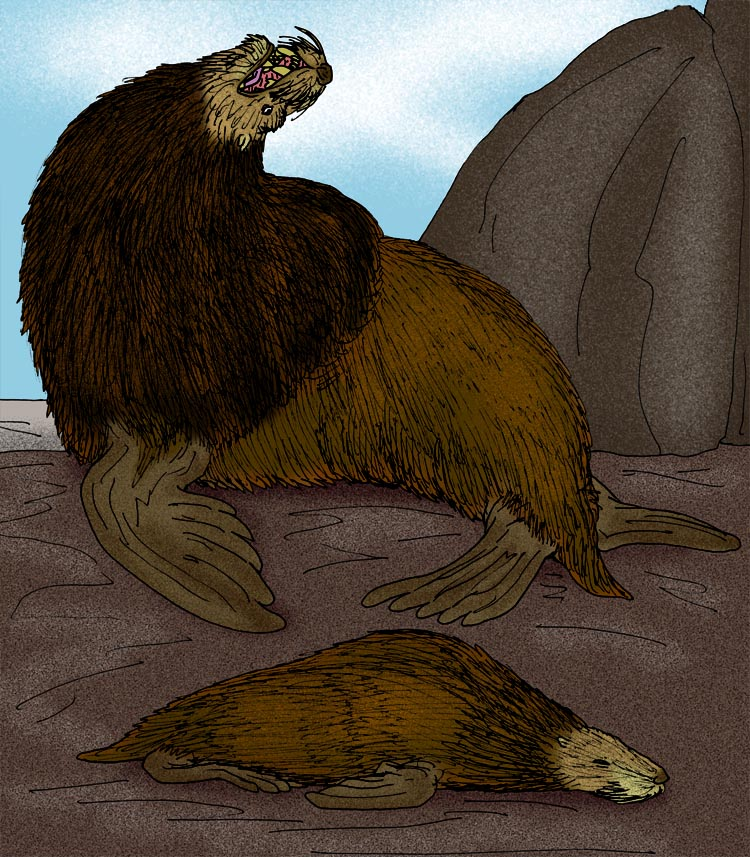
Phục hình Thalassoleon mexicanus

      - D. santacruzensis (7,3–5,3 Mya)
      - D. seftoni (3,6–2,5 Mya)

    - Chi Gomphotaria (7,3–5,3 Mya)
      - G. pugnax (7,3–5,3 Mya)

    - Chi Imagotaria (12–10 Mya)
      - I. downsi (12–10 Mya)

    - Chi Kamtschatarctos (16–11 Mya)
      - K. sinelnikovae (16–11 Mya)

    - Chi Nanodobenus (16–7,2 Mya)
      - N. arandai (16–7,2 Mya)

    - Chi Neotherium (16–13 Mya)
      - N. mirum (16–13 Mya)

    - Chi Odobenus (0,79 Mya đến nay)
      - O. mandanoensis (0,79–0,12 Mya)

    - Chi Ontocetus (4,9–0,012 Mya)
      - O. emmonsi (4,9–0,012 Mya)

    - Chi Osodobenus[58]
      - O. eodon[58]

    - Chi Pelagiarctos (16–13 Mya)
      - P. thomasi (16–13 Mya)

    - Chi Pliopedia (5,4–3,6 Mya)
      - P. pacifica (5,4–3,6 Mya)

    - Chi Pontolis (12–7,2 Mya)
      - P. barroni[58]
      - P. kohnoi[58]
      - P. magnus (12–7,2 Mya)

    - Chi Proneotherium (21–15 Mya)
      - P. repenningi (21–15 Mya)

    - Chi Protodobenus (5,4–3,6 Mya)
      - P. japonicus (5,4–3,6 Mya)

    - Chi Prototaria (16–13 Mya)
      - P. planicephala (16–13 Mya)
      - P. primigena (16–13 Mya)

    - Chi Pseudotaria (12–7,2 Mya)
      - P. muramotoi (12–7,2 Mya)

    - Chi Titanotaria (7,3–5,3 Mya)
      - T. orangensis (7,3–5,3 Mya)

    - Chi Valenictus (5,4–1,8 Mya)
      - V. chulavistensis (4,9–1,8 Mya)
      - V. imperialensis (5,4–3,6 Mya)

  - Họ Otariidae
    - Chi Callorhinus (7,3 Mya–nay)
      - C. gilmorei (3,6–1,8 Mya)
      - C. inouei (7,3–3,6 Mya)
      - C. macnallyae (7,3–2,5 Mya)

    - Chi Hydrarctos (7,3–5,3 Mya)
      - H. lomasiensis (7,3–5,3 Mya)

    - Chi Neophoca (2,6 Mya đến nay)
      - N. palatina (Sư tử biển New Zealand thế Cánh Tân) (2,6–0,012 Mya)

    - Chi Oriensarctos (2,6–0,78 Mya)
      - O. watasei (2,6–0,78 Mya)

    - Chi Otaria (12 Mya đến nay)
      - O. fischeri (12–7,2 Mya)

    - Chi Pithanotaria (7,3–5,3 Mya)
      - P. starri (7,3–5,3 Mya)

    - Chi Proterozetes (0,79–0,12 Mya)
      - P. ulysses (0,79–0,12 Mya)

    - Chi Thalassoleon (5,4–3,6 Mya)
      - T. mexicanus (5,4–3,6 Mya)

  - Họ Panotariidae
    - Chi Eotaria (21–13 Mya)
      - E. circa (16–13 Mya)
      - E. crypta (21–13 Mya)
- Liên họ Phocoidea
  - Họ Desmatophocidae
    - Chi Atopotarus (21–13 Mya)
      - A. courseni (21–13 Mya)

    - Chi Allodesmus (29–7,2 Mya)
      - A. demerei (12–7,2 Mya)
      - A. kernensis (29–13 Mya)
      - A. naorai (14–11 Mya)
      - A. packardi (16–11 Mya)
      - A. sinanoensis (14–11 Mya)
      - A. uraiporensis (16–13 Mya)

    - Chi Desmatophoca (24–15 Mya)
      - D. brachycephala (24–20 Mya)
      - D. oregonensis (21–15 Mya)

    - Chi Eodesmus[59]
      - E. condoni[59]

  - Họ Phocidae
    - Chi Acrophoca (7,3–5,3 Mya)
      - A. longirostris (7,3–5,3 Mya)

    - Chi Afrophoca (21–13 Mya)
      - A. libyca (21–13 Mya)

    - Chi Auroraphoca (5,4–3,6 Mya)
      - A. atlantica (5,4–3,6 Mya)

    - Chi Australophoca (12–7,2 Mya)
      - A. changorum (12–7,2 Mya)

    - Chi Batavipusa (12–2,5 Mya)
      - B. neerlandica (12–2,5 Mya)

    - Chi Callophoca (12–2,5 Mya)
      - C. obscura (12–2,5 Mya)

    - Chi Cryptophoca (14–9,7 Mya)
      - C. maeotica (14–9,7 Mya)

    - Chi Devinophoca (14–11 Mya)
      - D. claytoni (14–11 Mya)
      - D. emryi (14–11 Mya)

    - Chi Frisiphoca (12–7,2 Mya)
      - F. aberratum (12–7,2 Mya)
      - F. affine (12–7,2 Mya)

    - Chi Gryphoca (16–3,6 Mya)
      - G. nordica (12–3,6 Mya)
      - G. similis (16–3,6 Mya)

    - Chi Hadrokirus (7,3–5,3 Mya)
      - H. martini (7,3–5,3 Mya)

    - Chi Histriophoca (13 Mya đến nay)
      - H. alekseevi (13–11 Mya)

    - Chi Homiphoca (5,4–3,6 Mya)
      - H. capensis (5,4–3,6 Mya)

    - Chi Kawas (12–7,2 Mya)
      - K. benegasorum (12–7,2 Mya)

    - Chi Leptophoca
      - L. amphiatlantica
      - L. proxima (16–7,2 Mya)

    - Chi Messiphoca (7,3–5,3 Mya)
      - M. mauretanica (7,3–5,3 Mya)

    - Chi Miophoca (7,3–5,3 Mya)
      - M. vetusta (7,3–5,3 Mya)

    - Chi Monachopsis (12–0,78 Mya)
      - M. pontica (12–0,78 Mya)

    - Chi Monotherium (12–7,2 Mya)
      - M. delognii (12–7,2 Mya)

    - Chi Nanophoca (12–3,6 Mya)
      - N. vitulinoides (12–3,6 Mya)

    - Chi Noriphoca (24–20 Mya)
      - N. gaudini (24–20 Mya)

    - Chi Pachyphoca (14–7,2 Mya)
      - P. chapskii (14–11 Mya)
      - P. ukrainica (12–7,2 Mya)

    - Chi Palmidophoca (16–13 Mya)
      - P. callirhoe (16–13 Mya)

    - Chi Phoca (3,6 Mya đến nay)
      - P. moori (3,6–2,5 Mya)

    - Chi Phocanella (5,4–3,6 Mya)
      - P. pumila (5,4–3,6 Mya)

    - Chi Piscophoca (7,3–5,3 Mya)
      - P. pacifica (7,3–5,3 Mya)

    - Chi Platyphoca (12–3,6 Mya)
      - P. danica (12–7,2 Mya)
      - P. vulgaris (5,4–3,6 Mya)

    - Chi Pliophoca (5,4–2,5 Mya)
      - P. etrusca (5,4–2,5 Mya)

    - Chi Pontophoca
      - P. jutlandica (12–7,2 Mya)
      - P. sarmatica (13–11 Mya)
      - P. simionescui (13–7,2 Mya)

    - Chi Praepusa
      - P. archankutica
      - P. boeska (5,4–3,6 Mya)
      - P. magyaricus (13–11 Mya)
      - P. pannonica (13–11 Mya)
      - P. vindobonensis (14–0,78 Mya)

    - Chi Pristiphoca
      - P. occitana (16–2,5 Mya)
      - P. rugidens

    - Chi Properiptychus (14–11 Mya)
      - P. argentinus (14–11 Mya)

    - Chi Prophoca (16–0,012 Mya)
      - P. rousseaui (16–0,012 Mya)

    - Chi Sarmatonectes (13–11 Mya)
      - S. sintsovi (13–11 Mya)

    - Chi Terranectes (12–5,3 Mya)
      - T. magnus (12–5,3 Mya)
      - T. parvus (12–5,3 Mya)

    - Chi Virginiaphoca(12–3,6 Mya)
      - V. magurai (12–3,6 Mya)